# 28690 Beshellem
28690 Beshellem este un asteroid din centura principală de asteroizi.

## Descriere
28690 Beshellem este un asteroid din centura principală de asteroizi. A fost descoperit pe 5 aprilie 2000 la Socorro, New Mexico, în cadrul proiectului LINEAR. Asteroidul prezintă o orbită caracterizată de o semiaxă mare de 2,43 ua, o excentricitate de 0,20 și o înclinație de 2,2° în raport cu ecliptica.